# Cneorella laosensis
Cneorella laosensis es un coleóptero de la familia Chrysomelidae.
Fue descrita científicamente en 1989 por Kimoto.